# Lasza Szergelaszwili
Lasza Szergelaszwili (gruz. ლაშა შერგელაშვილი; ur. 17 stycznia 1992 w Tbilisi) – gruziński piłkarz, obrońca, zawodnik Torpeda Kutaisi. Reprezentant Gruzji.

## Reprezentacja
W seniorskiej reprezentacji Gruzji zadebiutował 23 stycznia 2017 roku w zremisowanym 2:2 towarzyskim spotkaniu z Uzbekistanem.